# Ontario (jezero)
Ontarijské jezero nebo jen Ontario (anglicky Lake Ontario, francouzsky Lac Ontario, jméno pochází z jazyka Irokézů a znamená nádherné jezero nebo jiskřivá voda) je nejníže a nejvýchodněji položené jezero v systému Velkých jezer v Severní Americe. Jezerem prochází státní hranice mezi Kanadou (provincie Ontario) a USA (stát New York). Má rozlohu 19 011 km² (v Kanadě 9969 km² a v USA 9042 km²). Je 311 km dlouhé a maximálně 85 km široké. Průměrně je hluboké 86 m a dosahuje maximální hloubky 244 m. Objem vody je 1639 km³. Rozloha povodí je 90 000 km². Leží v nadmořské výšce 74 m.

## Pobřeží
Pobřeží je nížinaté a málo členité.

## Vodní režim
Do jezera ústí řeka Niagara přitékající z Erijského jezera a odtéká řeka svatého Vavřince.

## Vlastnosti vody
Zamrzá v prosinci a rozmrzá v dubnu.

## Využití

### Doprava
Jezero spojuje lodní doprava po řece svatého Vavřince s Atlantským oceánem a splavné kanály s Erijským jezerem (Welland Canal) a řekou Hudson (kanály Erie a Osuigo).

### Osídlení pobřeží

Jezero Ontario (umístění v oblasti Velkých jezer)

Na břehu leží města a přístavy Rochester (USA) a Toronto, Hamilton, Kingston (Kanada).